# パンプキンスクエアー
パンプキンスクエアーは1984年4月から1986年3月末までの金曜日・土曜日、午後3時から5時までKBS京都で放送された音楽と情報を中心としたラジオ番組。
放送開始から1985年9月末までは、塩見祐子アナウンサーが一人スタジオを守り、京都の町中を走る2台のラジオカーからのレポートが放送されていた。
1985年秋の番組改編で、関島秀樹が同年10月よりスタートする新番組「鈴木邦男の家内安全」のラジオカーレポーターにシフトすることが決まり、代わりに滝トールがスタジオに加入。土曜日4時からのコーナー「サタデーミュージィックベストテン」のジングルには女性3人組『シュガー』が担当した。
1986年3月末で「パンプキンスクエアー」の放送は終了したが、土曜日の名物コーナー「サタデー・ミュージィックベストテン」午後4時〜5時は、ひとつの番組として独立。滝トール・薗田涼子のコンビで放送され、1987年より土曜日午後の名物番組「ベストヒット歌謡曲」へとつながっていった。

## 出演者

### パーソナリティー
- 塩見祐子
- 滝トール1985年10月より加入

### ラジオカーと、そのレポーター
- ラジオカー1号（日産サニーワゴン・マニュアル仕様）
  - 熊谷ニーナ
- ラジオカー2号（日産プレーリー・AT仕様）
  - 関島秀樹　1985年9月まで、「鈴木邦男の家内安全」のラジオカーレポーターにシフト

## 番組内のコーナー
- ラジオカーレポート
- ストリートライブ（関島秀樹）
- かたつむり大作戦（交通安全キャンペーン）レポート
- 交通取締り情報
- 「サタデー・ミュージィックベストテン」(土曜日の午後4時〜5時)

など